# Parco delle Golene Foce Secchia
Il Parco delle Golene Foce Secchia è un Parco Locale di Interesse Sovracomunale (PLIS), riconosciuto nel 2005 (con delibera del Consiglio Provinciale n° 56 del 24/02/2005) e si trova in Lombardia, nei comuni di Quistello, Quingentole, San Benedetto Po e Moglia, nella Provincia di Mantova.
Comprende le zone del tratto terminale del fiume Secchia sino alla confluenza nel Po.